# Nicòdam
Nicòdam (Nicodamus, Nikódamos Νικόδαμος) fou un escultor grec nadiu de Menelau a Arcàdia. Vivia a la segona meitat del segle iv aC.
Va fer estàtues dels vencedors olímpics, Andròstenes (vencedor del pancration a l'olimpíada 90, el 420 aC), Antíoc d'Arcàdia i Damixènides; també va fer una estàtua d'Atenea dedicada per Elis, i una d'Hèrcules quan era jove matant al lleó de Nemea amb les seves fletxes, que fou dedicada a Olímpia per Hippotió de Tàrent.